# Anisakis
De Anisakis of haringworm is een geslacht van wormachtige dieren die behoren tot de nematoden. Diverse soorten komen voor als darmparasiet in zeevissen zoals kabeljauw, makreel en haring.
Wanneer de mens de larven via het voedsel binnenkrijgt kan een darmontsteking ontstaan met hevige buikkrampen. Het ziektebeeld wordt anisakiasis genoemd. De worm kan ook de darmwand doorboren en zich nestelen in het spierweefsel. Het kan aanleiding zijn tot ernstige buikpijnen en zelfs ophoesten van de nematode. In ernstige gevallen is chirurgisch ingrijpen noodzakelijk. In minder ernstige gevallen verdwijnt de parasiet vanzelf via de ontlasting of wordt gedood door het afweersysteem van het lichaam. 
Sinds 1968 zijn de Nederlandse vissers verplicht rauwe vis, dus ook haring, een etmaal bij -20 °C te bewaren of gedurende een bepaalde tijd in een zure marinade te leggen. Hierdoor wordt anisakiasis (haringwormziekte) in Nederland vrijwel niet meer aangetroffen. In landen waar veel rauwe vis wordt gegeten, zoals Japan, komt anisakiasis nog geregeld voor.

## Soorten
- Anisakis nascettii - Mattiucci, Paoletti & Webb, 2009[1]
- Anisakis pegreffii - Campana-Rouget & Biocca, 1955
- Anisakis physeteris - Baylis, 1923
- Anisakis schupakovi -
- Anisakis simplex (Haringworm) - (Rudolphi, 1809)
- Anisakis typica -
- Anisakis ziphidarum -